# 世界足球 实况胜利十一人 2000
《世界足球 实况胜利十一人 2000》是一款由科乐美公司制作和发行的足球类游戏。本游戏于2000年8月24日在日本地区PlayStation发行，于2001年3月23日在欧洲地区发行。
本游戏是第一款取得部分许可的实况足球游戏。游戏剧情有所改变，显得更为顺滑和现实。
游戏收到普遍正面评价。Metacritic给予本游戏的评分为95/100。